# Junge Europäische Föderalisten

Altes Logo

Die Jungen Europäischen Föderalisten Europa (JEF, französisch Jeunes Européens Fédéralistes, englisch Young European Federalists) sind ein transnationaler Jugendverband mit über 30.000 Mitgliedern in über 30 Ländern in Europa und die Jugendorganisation der Union der Europäischen Föderalisten (UEF). Derzeitige Präsidentin des Europaverbandes ist Christelle Savall. Ableger im deutschsprachigen Raum sind die JEF Deutschland, BEJ/JEF Österreich und die Young European Swiss.

## Ziele
Gemäß ihrer Satzung ist die JEF überparteilich europapolitisch aktiv. Sie tritt für eine politische Integration Europas aufgrund von demokratisch legitimierten Strukturen ein. Dabei tritt die JEF für eine Betonung des Subsidiaritätsprinzips als Form der föderalen Kompetenzverteilung ein. Ein weiterer Kernpunkt ist die Forderung nach einer freien, gerechten und integrierten europäischen Gesellschaft. Die JEF setzt sich für eine umfassende Reform der EU hin zu mehr Demokratie, Bürgernähe, Transparenz, Effizienz und Nachhaltigkeit ein. Sie sieht die föderale Integration Europa als ein erster Schritt für die Demokratisierung der Global Governance und einer friedlichen Weltordnung. Neben den politischen Zielen versucht der Verband insbesondere, das europäische Bewusstsein bei jungen Menschen zu fördern und diese zu gesellschaftlichem Engagement zu ermuntern.

## Arbeitsweise
Die JEF arbeiten ehrenamtlich und in einer weitgehend dezentralisierten Netzwerkstruktur. Entscheidungen werden im Verband auf Grundlage demokratischer und föderalistischer Prinzipien transparent getroffen.
Der Dachverband auf europäischer Ebene (JEF Europa) ist für die politische und organisatorische Koordination der nationalen Sektionen zuständig. Die JEF Europa wird vom Executive Bureau vertreten, das für eine Amtszeit von zwei Jahren von Delegierten der nationalen Sektionen auf dem jährlich stattfindenden europäischen Kongress gewählt wird.

## Aktivitäten
Die JEF erarbeitet Positionen zur europäischen Politik und veranstaltet internationale Seminare und Kongresse für Jugendliche, Straßenaktionen sowie Informations- und Diskussionsveranstaltungen. Seit 2009 verfügt die JEF mit Treffpunkteuropa auch über ein deutschsprachiges europapolitisches Onlinemagazin. Neben Kampagnen und Projekten zu aktuellen europapolitischen Themen gibt es auch jährlich wiederkehrende Veranstaltungen. Seit 1999 organisiert die JEF zum Beispiel in Berlin ein internationales Seminar, bei dem bis zu 120 Jugendliche aus 25 europäischen Staaten zusammenkommen.
Gemeinsam mit Abgeordneten aus allen Fraktionen organisiert die JEF im Bundestag das Parlamentarische Forum Europas Zukunft. Über den bundesweiten Termindienst Europatermine.de versucht sie das Angebot an europapolitischen Veranstaltungen für Interessierte schnell zugänglich zu machen.

## Sektionen
Die JEF setzt sich aus einer Vielzahl von nationalen Sektionen zusammen, weit über die Europäische Union hinaus.
Die deutsche Sektion heißt Junge Europäische Föderalisten Deutschland und hat rund 4.000 Mitglieder. Gegründet wurde der deutsche Verband bereits im Jahre 1949 als „Bund Europäischer Jugend“ (BEJ).
In Österreich heißt die nationale Sektion der JEF „Bund Europäischer Jugend – Junge Europäische Föderalisten“ (BEJ/JEF Österreich). Die älteste Fraktion der JEF Österreich ist die bereits 1955 gegründete Landesfraktion JEF Steiermark. Sie bildet den ältesten Teil der österreichischen BEJ/JEF-Historie und stellt auch einer der aktivsten Landesverbände seit den Ursprüngen dar. Unter dem Namen Europajugend wurde die JEF Steiermark von Max Wratschgo und anderen Gründungsmitgliedern gegründet, bis sie sich über die Jahre hin zur JEF Steiermark weiterentwickelte.
In der Schweiz ist die nationale Sektion der JEF Bestandteil der Neuen Europäischen Bewegung Schweiz und ist als Young European Swiss organisatorisch selbstständig.

## Prominente ehemalige Mitglieder
Der CDU-Politiker Rudolf Seiters, der SPD-Politiker Jo Leinen und die Grünen-Mitgründerin Petra Kelly waren in ihrer Jugendzeit Mitglieder der JEF Deutschland. Monica Frassoni, die 2004–2009 Co-Vorsitzende der Fraktion Die Grünen/Europäische Freie Allianz im Europäischen Parlament war, war Ende der 1980er Jahre Generalsekretärin der JEF.

### Landesverband Hamburg
Die ehemaligen CDU-Bürgerschaftsabgeordneten Henning Finck, Roland Heintze, Wolfgang D. Kramer und Alexander-Martin Sardina waren Landesvorsitze und Heiko Hecht stellvertretender Landesvorsitzender der JEF in Hamburg. In den Jahren 1977 bis 1980 war der Publizist Helmut Stubbe da Luz Landesgeschäftsführer der JEF in Hamburg. Der frühere CDU-Europaabgeordnete Georg Jarzembowski und der ehemalige Staatsrat Detlef Gottschalck (CDU) waren ebenfalls Landesgeschäftsführer in diesem Landesverband. Johannes Kahrs, Wolfgang D. Kramer und Alexander-Martin Sardina sind Ehrenmitglieder der JEF in Hamburg.

### Liste der europäischen Präsidenten
seit 2023: Christelle Savall, 2021–2023: Antonio Argenziano, 2019–2021: Leonie Martin, 2015–2019: Christopher Glück, 2011–2015: Pauline Gessant, 2009–2011: Philippe Adriaenssens, 2007–2009: Samuele Pii, 2005–2007: Jan Seifert, 2003–2005: Jon Worth, 2001–2003: Alison Weston, 1999–2001: Paolo Vacca, 1997–1999: Philip Savelkoul, 1995–1997: Ugo Ferruta, 1993–1995: Tor Eigil Hodne, 1991–1993: Stephen Woodard, 1989–1991: Giannis Papageorgiou, David Grace, 1987–1989: Lars Erik Nordgaard, Manfred Auster, 1979–1981: Richard Corbett, 1977–1979: Jo Leinen, 1974–1976: Julian Priestley, 1972–1974: Peter Osten

### Liste der europäischen Generalsekretäre
Seit 2024: Brigita Krasniqi, 2022–2024 Judit Lantai; 2018–2022 Milosh Ristovski, 2016–2018 Valentin Dupouey-Sterdyniak, 2014–2016 Ioan Bucuras, 2013–2014 Federico Guerrieri, 2012 Stefan Manevski, 2010–2012 Peter Ruben Loodts, 2008–2010: Peter Matjašič, 2006–2008: Vassilis Stamogiannis, 2004–2006: Joan Marc Simon, 2002–2004: Marianne Bonnard, 2000–2002: Niki Klesl, 1998–2000: Laura Davis, 1996–1998: Tobias Flessenkemper, 1994–1996: Ingo Linsenmann, 1992–1994: Bernd Hüttemann, 1992: Soraya Usmani Martinez, 1989–1991: Irmeli Karhio, 1987–1989: Monica Frassoni, 1985–1987 Giannis Papageorgiou, 1984–1985 Susana Roson, David Grace, Gerda de Munck, Tore Nedrebo, Eva Finzi.
Das Alumninetzwerk heißt Friends of JEF und war bis 2023 ein eingetragener Verein mit Sitz in Berlin.